# Penízovka smrková
Penízovka smrková (Strobilurus esculentus) je běžná jedlá houba z řádu lupenotvarých. Roste velmi hojně brzy na jaře na starých ležících šiškách jen smrku ztepilého, většinou mnoho plodniček z jedné šišky. Výtrusy jsou bezbarvé, hladké a elipsoidní.

## Popis
Je poměrně malá, klobouk nebývá širší než 3–4 centimetry. Nejprve jsou sklenuté, brzy však rozložené, tence masité a na povrchu hladké. Mají šedohnědé až umbrově hnědé zbarvení. Naspodu mají bílé, později lehce našedlé, tenké lupeny. Třeň bývá v podzemní části chlupatý, jinak je lysý, hladký, pružný a tuhý.

## Výskyt
Nachází se jen ve smrčinách nebo smíšených lesích se smrky. Nevyhovuje jí vápenitá půda. Upřednostňuje šišky ponořené v zemi.